# 温宗尭
温 宗尭（おん そうぎょう）は、清末・中華民国の政治家・外交官。清末には変法派の一員であった。中華民国が成立して後に、孫文らの護法軍政府の一員として活動する。さらに、親日政権である中華民国維新政府や南京国民政府（汪兆銘政権）の首脳となった。字は欽甫。

## 事績

### 清末の活動
香港官弁中央書院に入学して、この時に孫文と校友になっている。1895年（光緒21年）、興中会に参加し、革命派に傾倒していく。1897年（光緒23年）、天津北洋大学堂で学び、修了後に皇仁書院（香港官弁中央書院の改称）で英語教師となる。その後、英国通商条約委員馮克伊の秘書をつとめた。
1900年（光緒26年）7月、温宗尭は、変法派の唐才常が組織した自立軍の駐上海外交代表に就任した。同年8月、唐才常が自立軍の蜂起に失敗して処刑されると、温宗尭は南方へ逃れる。その後、両広洋務局局長、広東電話局総弁、広東将弁学堂総弁、江蘇候補道などを歴任した。1904年（光緒30年）、英蔵訂約副大臣として、唐紹儀に随従してインドを訪問した。同年8月に帰国し、両広総督岑春煊の下で外交事務を担当した。
1908年（光緒34年）、温宗尭は駐蔵参賛大臣に任命され、チベットに清朝代表として駐留した。当時、チベットのダライ・ラマ13世に対してイギリスの影響力が次第に強化されていた。そのため温宗尭は、清朝の影響力を回復するために四川省の軍をチベットに駐屯させようと図り、ダライ・ラマ13世にそれを受諾するよう迫った。しかし、1910年（宣統2年）、ダライ・ラマ13世は四川軍のチベット入りに反発する形でインドへ向かい、清朝はダライ・ラマ13世を廃位する。温宗尭は事後処理の後に内地へ転任し、両江総督署洋務顧問、外務部参議を歴任した。

### 民国初期の活動
1911年（宣統3年）10月、武昌起義が勃発するに際して、温宗尭は伍廷芳・張謇らとともに共和支持の電文に名を列ねた。1912年（民国元年）1月31日、温は上海通商交渉使兼議和参賛に任命され、また湖北軍政府外交代表なども務めた。さらに、統一党参事となったが、まもなく岑春煊とともに国民公党を組織し、温は副会長となった。同年8月に宋教仁主導の国民党が成立すると、温宗尭も参議としてこれに加わった。1915年（民国4年）12月勃発の護国戦争（第三革命）の際には、温宗尭も袁世凱討伐活動に参加した。1916年（民国5年）5月1日に広東省肇慶に両広護国軍都司令部（都司令：岑春煊）が成立すると、温宗尭は外交局長となっている。8日、軍務院が成立すると、王寵恵とともに外交副使（外交正使：唐紹儀）に任ぜられた。
袁世凱死後の1916年10月13日、温宗尭は会弁浦口商埠事宜に任命された。1917年（民国6年）7月、孫文が護法運動を開始すると、温もこれに随従して広州入りした。しかし、温は岑春煊を支持する政学派に与し、孫文と次第に対立するようになった。1918年（民国7年）5月、大元帥制が7総裁制に改められ、陸栄廷ら旧広西派の後ろ盾を得た岑春煊が主席総裁となり、孫文・唐紹儀・伍廷芳らは反感を抱いて去っていく。1920年（民国9年）4月、岑春煊の主導により伍廷芳が外交部長・財務部長兼任から罷免され、温宗尭が後任の外交部長とされた。5月には孫文・唐紹儀・伍廷芳の後任として、温が熊克武（四川軍）・劉顕世（貴州軍）とともに総裁となっている。

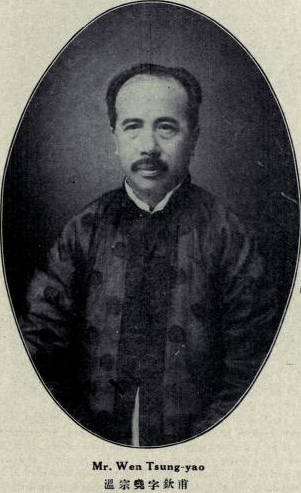
下野時の温宗尭
Who's Who in China 3rd ed. (1925)

6月、孫文・唐紹儀・伍廷芳に唐継尭（総裁・雲南派）が加わり、軍政府分立を宣言した。以後、岑春煊・陸栄廷・温宗尭らは劣勢に追い込まれていくことになる。同月23日には、温は会弁浦口商埠事宜から罷免されている。10月、孫派を支持する陳炯明ら広東軍の攻撃を受け、岑・陸・温らはいずれも下野に追い込まれた。以後、温は上海でしばらく隠棲することになる。

### 維新政府、南京国民政府での活動
1938年（民国27年）2月、温宗尭は日本からの接触を受けて、梁鴻志らとともに親日政府組織への活動を開始した。温宗尭は、かつての上司である唐紹儀を指導者として擁立しようと説得を試みたが、唐紹儀はこれを消極的な回答をもって事実上拒絶した。それでも、温宗尭や梁鴻志は政府組織の準備をそのまま進める。
同年3月28日、南京で中華民国維新政府が樹立され、温宗尭は立法院院長に特任された。また、翌1939年（民国28年）8月26日には、官吏懲戒委員会委員長を兼任している。
1940年（民国29年）3月30日、維新政府が南京国民政府（汪兆銘政権）に合流すると、温宗尭は司法院長兼中央政治委員会当然委員に就任した。その後、憲政実施委員会常務委員、東亜連盟中国総会常務理事、時局策進委員会副委員長などを歴任（兼任）している。
日本敗北後の1945年（民国34年）9月27日、温宗尭は上海で国民政府に逮捕された。翌1946年（民国35年）7月8日、漢奸の罪で無期懲役を宣告され、同年中に南京の獄中で病没した。享年71。

## 著作
- 『誅蒋救国論：全世界に告ぐ』（和訳：西田当元訳、昭和書房、1939年）
- 『中日事変各要点詳論』華中印書局、1939年
- 『新中国の建設』（和訳：徐本謙訳、東亜公論社、1940年）
- 『新東亜の諸民族に訴ふ』（和訳：徐本謙訳、東亜公論社、1940年）